# Coupe de Belgique masculine de handball 2013-2014
Navigation
Édition précédente Édition suivante
La Coupe de Belgique masculine de handball de 2013-2014 fut la 50e édition de cette compétition organisée par l'Union royale belge de handball (URBH)
La finale se joua au Sporthallen de Heist-op-den-Berg le 10 mai 2014 à 20h00.
Elle opposa l'Initia HC Hasselt, affilié à la VHV à la formation du HC Visé BM, affilié à la LFH, la LFH dont le dernier club représenté en finale de cette compétition fut le HC Eynatten en 2008.
Tandis que c'est la dix-septième finale pour l'Initia HC Hasselt alors que c'est seulement la toute première pour le HC Visé BM.
Et ce fut l'Initia HC Hasselt qui remporta la Coupe de Belgique de handball masculin pour la dixième fois de son histoire.

## Résultats

### Tour préliminaire
Les tours préliminaires sont organisés par les deux ligues de l'Union royale belge de handball (URBH) , soit l'Association flamande de handball (VHV) et la Ligue Francophone de Handball LFH.
Chacune des deux fédérations s'occupent d'organiser les rencontres des tours préliminaires dans le but d'obtenir huit clubs chacune, ceux-ci représenteront la fédération en question pendant la phase finale qui débute avec les huitième de finales (à cette étape de la compétition deux clubs de fédérations différentes ne peuvent donc s'affronter).

### VHV
26 clubs affiliés à la VHV participèrent aux tours préliminaires comprenant quatre tours.
Seuls 8 clubs sont qualifiés pour la phase de finale.

#### Premier tour
| Superliga                                        | Liga                                                     | Promotions |
| - Apolloon Kortrijk - HBC Dendermonde - HV Arena | - Elita Lebbeke - HC Eeklo - HC 'T Noorden - HC Overpelt | - HC Aalst |

| Club 1          | Résultat | Club 2            | Lieu                            | Date, heure           |
| --------------- | -------- | ----------------- | ------------------------------- | --------------------- |
| HBC Dendermonde | 30-24    | Apolloon Kortrijk | Sporthal Sint Gillis, Termonde  | Samedi 31 août, 19h00 |
| Elita Lebbeke   | 28-36    | HV Arena          | Sporthal Lebbeke, Lebbeke       | Samedi 31 août, 20h15 |
| HC Eeklo        | 31-19    | HC 'T Noorden     | Sporthal Ten Doorn Eeklo, Eeklo | Samedi 31 août, 20h15 |
| HC Aalst        | 24-23    | HC Overpelt       | Sporthal Ten Rozen Aalst, Alost | Samedi 31 août, 20h30 |

#### Deuxième tour
| Superliga | Liga | Promotion                                |
| - Apolloon Kortrijk - HBC Dendermonde - HBC Izegem - HV Arena - Desselgemse HC - HC Pentagoon Kortessem - HC Atomix - HHV Meeuwen | - Welta Mechelen - HBC Brabo Denderbelle - HC Eeklo - Knack HBT Roeselare - HC Rhino - HV Uilenspiegel Wilrijk | - HBC Evergem - HC Aalst - Brasschaat HC |

| Club                  | Résultat | Club                    | Lieu                                 | Date, heure                 |
| --------------------- | -------- | ----------------------- | ------------------------------------ | --------------------------- |
| HBC Evergem           | 19-30    | Desselgemse HC          | Sporthal Evergem, Evergem            | Samedi 7 septembre, 18h40   |
| Welta Mechelen        | 34-20    | HC Pentagoon Kortessem  | Sporthal De Nekker Mechelen, Malines | Samedi 7 septembre, 19h45   |
| HBC Brabo Denderbelle | 22-39    | HBC Izegem              | Sporthal Lebbeke, Lebbeke            | Samedi 7 septembre, 20h15   |
| HC Eeklo              | 27-25    | HV Arena                | Sporthal Ten Doorn Eeklo, Eeklo      | Samedi 7 septembre, 20h15   |
| HC Aalst              | 26-23    | HBC Dendermonde         | Sporthal Ten Rozen Aalst, Alost      | Dimanche 8 septembre, 16h00 |
| Knack HBT Roeselare   | 23-36    | HC Atomix               | Schiervelde, Roulers                 | Dimanche 8 septembre, 16h00 |
| Brasschaat HC         | 21-42    | HHV Meeuwen             | Sporthal Het Heiken, Brasschaat      | Dimanche 8 septembre, 16h00 |
| HC Rhino              | 27-22    | HV Uilenspiegel Wilrijk | Sporthal Horito, Turnhout            | Dimanche 8 septembre, 18h00 |

#### Troisième tour
| Division 2                                                             | Superliga                                                                 | Liga                                   |
| - HB Sint-Truiden - Kreasa HB Houthalen - HKW Waasmunster - HC DB Gent | - HHV Meeuwen - HBC Dendermonde - HC Atomix - Desselgemse HC - HBC Izegem | - Welta Mechelen - HC Eeklo - HC Rhino |

| Club            | Résultat | Club                | Lieu                                     | Date, heure                  |
| --------------- | -------- | ------------------- | ---------------------------------------- | ---------------------------- |
| Welta Mechelen  | 24-34    | HB Sint-Truiden     | Sporthal De Nekker Mechelen, Malines     | Samedi 28 septembre, 19h45   |
| HC Eeklo        | 30-24    | Desselgemse HC      | Sporthal Ten Doorn Eeklo, Eeklo          | Samedi 28 septembre, 20h30   |
| HHV Meeuwen     | 39-30    | HBC Izegem          | Gem. Sporthal Meeuwen, Meeuwen-Gruitrode | Samedi 28 septembre, 20h30   |
| HBC Dendermonde | 33-27    | Kreasa HB Houthalen | Sporthal Sint Gillis, Termonde           | Dimanche 29 septembre, 13h30 |
| HC Atomix       | 29-26    | HKW Waasmunster     | Gemeentelijke Sporthal, Keerbergen       | Dimanche 29 septembre, 17h45 |
| HC Rhino        | 24-33    | HC DB Gent          | Sporthal Horito, Turnhout                | Dimanche 29 septembre, 18h00 |

#### Quatrième tour
| Division 1                              | Division 2                     | Superliga                                   | Liga       |
| - KV Sasja HC Hoboken - Olse Merksem HC | - HB Sint-Truiden - HC DB Gent | - HBC Dendermonde - HC Atomix - HHV Meeuwen | - HC Eeklo |

| Club            | Résultat | Club                | Lieu                                     | Date, heure                 |     |
| --------------- | -------- | ------------------- | ---------------------------------------- | --------------------------- | --- |
| HBC Dendermonde | 31-26    | HC Atomix           | Sporthal Sint Gillis, Termonde           | Vendredi 8 novembre, 21h00  | VHV |
| HC Eeklo        | 26-29    | HC DB Gent          | Sporthal Ten Doorn Eeklo, Eeklo          | Samedi 9 novembre, 16h00    | VHV |
| HHV Meeuwen     | 26-30    | Olse Merksem HC     | Gem. Sporthal Meeuwen, Meeuwen-Gruitrode | Samedi 9 novembre, 20h30    | VHV |
| HB Sint-Truiden | 18-35    | KV Sasja HC Hoboken | Sporthal Jodenstraat, Saint-Trond        | Dimanche 10 novembre, 17h00 | VHV |

### LFH
28 clubs affiliés à la LFH participèrent aux tours préliminaires comprenant deux tours.
Seuls 8 clubs sont qualifiés pour la phase de finale.

#### Premier tour
| Division 2                                                       | D1 LFH                                                                                            | Promotion |
| - Waterloo ASH - VOO RHC Grâce-Hollogne/Ans - United Brussels HC | - Renaissance Montegnée - KTSV Eupen 1889 - Entente du Centre CLH - HC 200 Ans - Jeunesse Jemeppe | - HC Old Blacks - HC Nadit - H.Villers 59 - HBC Charleroi-Ransart - HC Mouscron - HC Old Blacks - HC Old Blacks - HSC Tubize - HC Sprimont - HC Mouloudia - JS Herstal - HC Malmedy - HC Amay - ROC Flémalle |

| Club                  | Résultat | Club                       | Lieu                                                 | Date, heure                  |
| --------------------- | -------- | -------------------------- | ---------------------------------------------------- | ---------------------------- |
| HC Old Blacks         | 16-21    | ROC Flémalle               | Hall Omnisports du Bois de Mont, Seraing             | Mercredi 25 septembre, 19h30 |
| Renaissance Montegnée | 10-0     | HC Malmedy                 | Hall Omnisports de Montegnée, Saint-Nicolas          | Samedi 28 septembre          |
| HC Nadit              | 0-10     | Jeunesse Jemeppe           | Hall Omnisports de Grez Doiceau, Hélécine            | Samedi 28 septembre, 17h00   |
| H.Villers 59          | 27-14    | HC 200 Ans                 | Hall des Sports Emile Collignon, Villers-le-Bouillet | Samedi 28 septembre, 18h00   |
| HBC Charleroi-Ransart | 20-40    | United Brussels HC         | Complexe sportif de Ransart, Charleroi               | Samedi 28 septembre, 20h15   |
| KTSV Eupen 1889       | 10-0     | HC Mouscron                | Sportzentrum d'Eupen, Eupen                          | Samedi 28 septembre, 20h15   |
| Entente du Centre CLH | 22-24    | HC Amay                    | Salle "La Drève" , La Hestre                         | Samedi 28 septembre, 20h30   |
| Waterloo ASH          | 43-12    | JS Herstal                 | Hall Omnisports de Waterloo, Waterloo                | Dimanche 29 septembre, 17h15 |
| HSC Tubize            | 26-37    | VOO RHC Grâce-Hollogne/Ans | Halle Omnisports ATO , Tubize                        | Dimanche 29 septembre, 17h30 |
| HC Sprimont           | 10-0     | HC Mouloudia               | Hall Omnisports de Sprimont, Sprimont                | Dimanche 3 novembre, 20h30   |

#### Deuxième tour
| Division 1                                                       | Division 2                                                       | D1 LFH                                                                                        | Promotion                                             |
| - EHC Tournai - HC Visé BM - HC Eynatten-Raeren - Union beynoise | - Waterloo ASH - United Brussels HC - VOO RHC Grâce-Hollogne/Ans | - Renaissance Montegnée - Jeunesse Jemeppe - KTSV Eupen 1889 - HC Herstal/Trooz - HC Kraainem | - HC Sprimont - HC Amay - ROC Flémalle - H.Villers 59 |

| Club                  | Résultat | Club                       | Lieu                                        | Date, heure                 |
| --------------------- | -------- | -------------------------- | ------------------------------------------- | --------------------------- |
| Jeunesse Jemeppe      | 16-21    | EHC Tournai                | Hall Omnisports du Bois de Mont, Seraing    | Samedi 9 novembre, 18h00    |
| United Brussels HC    | 51-26    | HC Amay                    | Palais du Midi, Bruxelles                   | Samedi 9 novembre, 19h00    |
| HC Sprimont           | 20-35    | Union beynoise             | Hall Omnisports de Sprimont, Sprimont       | Samedi 9 novembre, 20h00    |
| KTSV Eupen 1889       | 30-27    | VOO RHC Grâce-Hollogne/Ans | Sporthalle Eupen, Eupen                     | Samedi 9 novembre, 20h15    |
| HC Herstal/Trooz      | 2740     | HC Eynatten-Raeren         | Hall Omnisports "La Préalle" , Herstal      | Dimanche 10 novembre, 16h30 |
| Renaissance Montegnée | 31-24    | H.Villers 59               | Hall Omnisports de Montegnée, Saint-Nicolas | Dimanche 10 novembre, 17h00 |
| Waterloo ASH          | 33-37    | HC Visé BM                 | Hall Omnisports de Waterloo, Waterloo       | Dimanche 10 novembre, 18h30 |
| ROC Flémalle          | 26-28    | HC Kraainem                | Salle Omnisports "André Cools", Flémalle    | Dimanche 10 novembre, 20h00 |

## Phase finale

### Localisation
| \| EHC Tournai Olse Merksem HC Initia HC Hasselt United HC Tongeren HC Kraainem United Brussels HC KV Sasja HC HC Eynatten-Raeren Sporting NeLo HC Visé BM KTSV Eupen 1889 Achilles Bocholt Renaissance Montegnée Union beynoise HC DB Gent HBC Dendermonde \| Localisation des clubs qualifiés pour la phase finale. Huitième de finalistes Quart de finalistes Demi-finalistes Finaliste Vainqueur |
| EHC Tournai Olse Merksem HC Initia HC Hasselt United HC Tongeren HC Kraainem United Brussels HC KV Sasja HC HC Eynatten-Raeren Sporting NeLo HC Visé BM KTSV Eupen 1889 Achilles Bocholt Renaissance Montegnée Union beynoise HC DB Gent HBC Dendermonde |

Nombre d'équipes par Province
| # | Province                      | Nombre | Équipe(s)                                                                              |
| - | ----------------------------- | ------ | -------------------------------------------------------------------------------------- |
| 1 | Province de Liège             | 5      | Union beynoise, HC Visé BM, KTSV Eupen 1889, HC Eynatten-Raeren, Renaissance Montegnée |
| 2 | Province de Limbourg          | 4      | Initia HC Hasselt, United HC Tongeren, Achilles Bocholt, Sporting Neerpelt-Lommel      |
| 3 | Province d'Anvers             | 2      | KV Sasja HC Hoboken, Olse Merksem                                                      |
| 3 | Province de Flandre-Orientale | 2      | HC DB Gent, HBC Dendermonde                                                            |
| 3 | Province de Hainaut           | 1      | EHC Tournai                                                                            |
| 3 | Province du Brabant flamand   | 1      | HC Kraainem                                                                            |

### Tableau final
- : Tenant du titre

|  | Huitièmes de finale 21-22 décembre 2013 | Huitièmes de finale 21-22 décembre 2013 |                          |    | Quarts de finale 14-28 janvier 2014 | Quarts de finale 14-28 janvier 2014 |  |  | Demi-finales 1 mars 2014 | Demi-finales 1 mars 2014 |  |  | Finale 10 mai 2014 | Finale 10 mai 2014 |
|  | Huitièmes de finale 21-22 décembre 2013 | Huitièmes de finale 21-22 décembre 2013 |                          |    | Quarts de finale 14-28 janvier 2014 | Quarts de finale 14-28 janvier 2014 |  |  | Demi-finales 1 mars 2014 | Demi-finales 1 mars 2014 |  |  | Finale 10 mai 2014 | Finale 10 mai 2014 |
|  |                                         |                                         |                          |    |                                     |                                     |  |  |                          |                          |  |  |                    |                    |
|  |                                         |                                         |                          |    |                                     |                                     |  |  |                          |                          |  |  |                    |                    |
|  |                                         |                                         |                          |    |                                     |                                     |  |  |                          |                          |  |  |                    |                    |
|  | HC Kraainem                             | 27                                      |                          |    |                                     |                                     |  |  |                          |                          |  |  |                    |                    |
|  | HC Kraainem                             | 27                                      |                          |    |                                     |                                     |  |  |                          |                          |  |  |                    |                    |
|  | United Brussels HC                      | 26                                      |                          |    |                                     |                                     |  |  |                          |                          |  |  |                    |                    |
|  | United Brussels HC                      | 26                                      | HC Kraainem              | 20 |                                     |                                     |  |  |                          |                          |  |  |                    |                    |
|  |                                         |                                         | HC Kraainem              | 20 |                                     |                                     |  |  |                          |                          |  |  |                    |                    |
|  |                                         | Initia HC Hasselt                       | 32                       |    |                                     |                                     |  |  |                          |                          |  |  |                    |                    |
|  | Initia HC Hasselt                       | Initia HC Hasselt                       | 32                       | 34 |                                     |                                     |  |  |                          |                          |  |  |                    |                    |
|  | Initia HC Hasselt                       |                                         |                          | 34 |                                     |                                     |  |  |                          |                          |  |  |                    |                    |
|  | United HC Tongeren                      | 25                                      |                          |    |                                     |                                     |  |  |                          |                          |  |  |                    |                    |
|  | United HC Tongeren                      | 25                                      | Initia HC Hasselt        | 31 |                                     |                                     |  |  |                          |                          |  |  |                    |                    |
|  |                                         |                                         | Initia HC Hasselt        | 31 |                                     |                                     |  |  |                          |                          |  |  |                    |                    |
|  |                                         | Sporting Neerpelt-Lommel                | 20                       |    |                                     |                                     |  |  |                          |                          |  |  |                    |                    |
|  | HC DB Gent                              | Sporting Neerpelt-Lommel                | 20                       | 30 |                                     |                                     |  |  |                          |                          |  |  |                    |                    |
|  | HC DB Gent                              |                                         |                          | 30 |                                     |                                     |  |  |                          |                          |  |  |                    |                    |
|  | Sporting Neerpelt-Lommel                | 37                                      |                          |    |                                     |                                     |  |  |                          |                          |  |  |                    |                    |
|  | Sporting Neerpelt-Lommel                | 37                                      | Sporting Neerpelt-Lommel | 30 |                                     |                                     |  |  |                          |                          |  |  |                    |                    |
|  |                                         |                                         | Sporting Neerpelt-Lommel | 30 |                                     |                                     |  |  |                          |                          |  |  |                    |                    |
|  |                                         | EHC Tournai                             | 25                       |    |                                     |                                     |  |  |                          |                          |  |  |                    |                    |
|  | EHC Tournai                             | EHC Tournai                             | 25                       | 33 |                                     |                                     |  |  |                          |                          |  |  |                    |                    |
|  | EHC Tournai                             |                                         |                          | 33 |                                     |                                     |  |  |                          |                          |  |  |                    |                    |
|  | Olse Merksem HC                         | 14                                      |                          |    |                                     |                                     |  |  |                          |                          |  |  |                    |                    |
|  | Olse Merksem HC                         | 14                                      | Initia HC Hasselt        | 32 |                                     |                                     |  |  |                          |                          |  |  |                    |                    |
|  |                                         |                                         | Initia HC Hasselt        | 32 |                                     |                                     |  |  |                          |                          |  |  |                    |                    |
|  |                                         | HC Visé BM                              | 27                       |    |                                     |                                     |  |  |                          |                          |  |  |                    |                    |
|  | KTSV Eupen 1889                         | HC Visé BM                              | 27                       | 45 |                                     |                                     |  |  |                          |                          |  |  |                    |                    |
|  | KTSV Eupen 1889                         |                                         |                          | 45 |                                     |                                     |  |  |                          |                          |  |  |                    |                    |
|  | Renaissance Montegnée                   | 27                                      |                          |    |                                     |                                     |  |  |                          |                          |  |  |                    |                    |
|  | Renaissance Montegnée                   | 27                                      | KTSV Eupen 1889          | 29 |                                     |                                     |  |  |                          |                          |  |  |                    |                    |
|  |                                         |                                         | KTSV Eupen 1889          | 29 |                                     |                                     |  |  |                          |                          |  |  |                    |                    |
|  |                                         | HC Visé BM                              | 40                       |    |                                     |                                     |  |  |                          |                          |  |  |                    |                    |
|  | HC Visé BM                              | HC Visé BM                              | 40                       | 34 |                                     |                                     |  |  |                          |                          |  |  |                    |                    |
|  | HC Visé BM                              |                                         |                          | 34 |                                     |                                     |  |  |                          |                          |  |  |                    |                    |
|  | HC Eynatten-Raeren                      | 25                                      |                          |    |                                     |                                     |  |  |                          |                          |  |  |                    |                    |
|  | HC Eynatten-Raeren                      | 25                                      | HC Visé BM               | 25 |                                     |                                     |  |  |                          |                          |  |  |                    |                    |
|  |                                         |                                         | HC Visé BM               | 25 |                                     |                                     |  |  |                          |                          |  |  |                    |                    |
|  |                                         | KV Sasja HC Hoboken                     | 23                       |    |                                     |                                     |  |  |                          |                          |  |  |                    |                    |
|  | HBC Dendermonde                         | KV Sasja HC Hoboken                     | 23                       | 20 |                                     |                                     |  |  |                          |                          |  |  |                    |                    |
|  | HBC Dendermonde                         |                                         |                          | 20 |                                     |                                     |  |  |                          |                          |  |  |                    |                    |
|  | Achilles Bocholt                        | 41                                      |                          |    |                                     |                                     |  |  |                          |                          |  |  |                    |                    |
|  | Achilles Bocholt                        | 41                                      | Achilles Bocholt         | 32 |                                     |                                     |  |  |                          |                          |  |  |                    |                    |
|  |                                         |                                         | Achilles Bocholt         | 32 |                                     |                                     |  |  |                          |                          |  |  |                    |                    |
|  |                                         | KV Sasja HC Hoboken                     | 35                       |    |                                     |                                     |  |  |                          |                          |  |  |                    |                    |
|  | HC Visé BM                              | KV Sasja HC Hoboken                     | 35                       | 34 |                                     |                                     |  |  |                          |                          |  |  |                    |                    |
|  | HC Visé BM                              |                                         |                          | 34 |                                     |                                     |  |  |                          |                          |  |  |                    |                    |
|  | HC Eynatten-Raeren                      | 25                                      |                          |    |                                     |                                     |  |  |                          |                          |  |  |                    |                    |
|  | HC Eynatten-Raeren                      | 25                                      |                          |    |                                     |                                     |  |  |                          |                          |  |  |                    |                    |

### Huitième de finale
- : Tenant du titre

| LFH | VHV |
| - HC Visé BM (Division 1) - HC Eynatten-Raeren (Division 1) - EHC Tournai (Division 1) - Union beynoise (Division 1) - United Brussels HC (Division 2) - HC Kraainem (D1 LFH) - Renaissance Montegnée (D1 LFH) - KTSV Eupen 1889 (D1 LFH) | - Achilles Bocholt (Division 1) - Olse Merksem HC (Division 1) - United HC Tongeren (Division 1) - Initia HC Hasselt (Division 1) - Sporting Neerpelt-Lommel (Division 1) - KV Sasja HC Hoboken (Division 1) - HC DB Gent (Division 2) - HBC Dendermonde (Superliga) |

| Club              | Résultat | Club                     | Lieu                                      | Date, heure                 |
| ----------------- | -------- | ------------------------ | ----------------------------------------- | --------------------------- |
| HC Visé BM        | 34-25    | HC Eynatten-Raeren       | Hall Omnisports de Visé, Visé             | Samedi 21 décembre, 18h00   |
| HC Kraainem       | 27-26    | United Brussels HC       | Hall des sports de Kraainem, Kraainem     | Samedi 21 décembre, 19h30   |
| HBC Dendermonde   | 20-41    | Achilles Bocholt         | Sporthal Sint Gillis, Termonde            | Samedi 21 décembre, 20h00   |
| EHC Tournai       | 33-14    | Olse Merksem HC          | Hall des Sports de la C.E.T., Tournai     | Samedi 21 décembre, 20h00   |
| Initia HC Hasselt | 34-25    | United HC Tongeren       | Sporthal Alverberg, Hasselt               | Samedi 21 décembre, 20h15   |
| KTSV Eupen 1889   | 45-27    | Renaissance Montegnée    | Sporthalle Eupen, Eupen                   | Samedi 21 décembre, 20h15   |
| HC DB Gent        | 30-37    | Sporting Neerpelt-Lommel | Sporthal Hekers , Gand                    | Samedi 21 décembre, 20h30   |
| Union beynoise    | 24-34    | KV Sasja HC Hoboken      | Hall Omnisports Edmond Rigo, Beyne-Heusay | Dimanche 22 décembre, 14h00 |

### Quart de finale
- : Tenant du titre

| LFH                                                                         | VHV |
| - HC Visé BM (Division 1) - EHC Tournai (Division 1) - HC Kraainem (D1 LFH) | - Achilles Bocholt (Division 1) - United HC Tongeren (Division 1) - Initia HC Hasselt (Division 1) - Sporting Neerpelt-Lommel (Division 1) - KV Sasja HC Hoboken (Division 1) |

| Club                     | Résultat | Club                | Lieu                                  | Date, heure            |
| ------------------------ | -------- | ------------------- | ------------------------------------- | ---------------------- |
| Sporting Neerpelt-Lommel | 30-25    | EHC Tournai         | Sportcentrum Dommelhof, Neerpelt      | Mardi 14 janvier, ?    |
| KTSV Eupen 1889          | 29-40    | HC Visé BM          | Sporthalle Eupen, Eupen               | Mercredi 15 janvier, ? |
| Achilles Bocholt         | 32-35    | KV Sasja HC Hoboken | Sportcomplex De Damburg, Bocholt      | Mardi 21 janvier, ?    |
| HC Kraainem              | 20-32    | Initia HC Hasselt   | Hall des sports de Kraainem, Kraainem | Mardi 28 janvier, ?    |

### Demi-finales
| LFH                       | VHV |
| - HC Visé BM (Division 1) | - Initia HC Hasselt (Division 1) - Sporting Neerpelt-Lommel (Division 1) - KV Sasja HC Hoboken (Division 1) |

| Club              | Résultat | Club                     | Lieu                          | Date, heure            |
| ----------------- | -------- | ------------------------ | ----------------------------- | ---------------------- |
| HC Visé BM        | 25-23    | KV Sasja HC Hoboken      | Hall Omnisports de Visé, Visé | Samedi 1er mars, 16h00 |
| Initia HC Hasselt | 31-20    | Sporting Neerpelt-Lommel | Sporthal Alverberg, Hasselt   | Samedi 1er mars, 20h15 |

### Finale
La finale se disputa au Sporthallen de Heist-op-den-Berg le 10 mai 2014 à 20h00.
Elle opposa l'Initia HC Hasselt, affilié à la VHV à la formation du HC Visé BM, affilié à la LFH, la LFH dont le dernier club représenté en finale de cette compétition fut le HC Eynatten en 2008.
C'est la dix-septième finale pour l'Initia HC Hasselt tandis que c'est seulement la toute première pour le HC Visé BM.
| LFH                       | VHV                              |
| - HC Visé BM (Division 1) | - Initia HC Hasselt (Division 1) |

| 10 mai 2014 - 20h00 | Initia HC Hasselt | 32 - 27 | HC Visé BM | Sporthallen, Heist-op-den-Berg |

## Vainqueur
| Coupe de Belgique de handball 2013-2014 Initia HC Hasselt 10e titres |